# Induktiv logik
Idén om en induktiv logik framfördes av de logiska positivisterna, framförallt Wienkretsen, i början av 1900-talet. De menade att det förutom en deduktiv logik även finns en induktiv med vars hjälp man kan tilldela företeelser olika sannolikhetsvärden som ökar varje gång man observerar ett fall som bekräftar företeelsen.
Idén om en induktiv logik har starkt kritiserats av Karl Popper och andra senare vetenskapsfilosofer. Man pekar till exempel på Humes problem, som går ut på att man aldrig kan observera själva orsakssambandet mellan två företeelser och alltså aldrig vara säker på att X kommer att inträffa igen även om det hittills har inträffat varje dag.